# 스코르펜급 잠수함

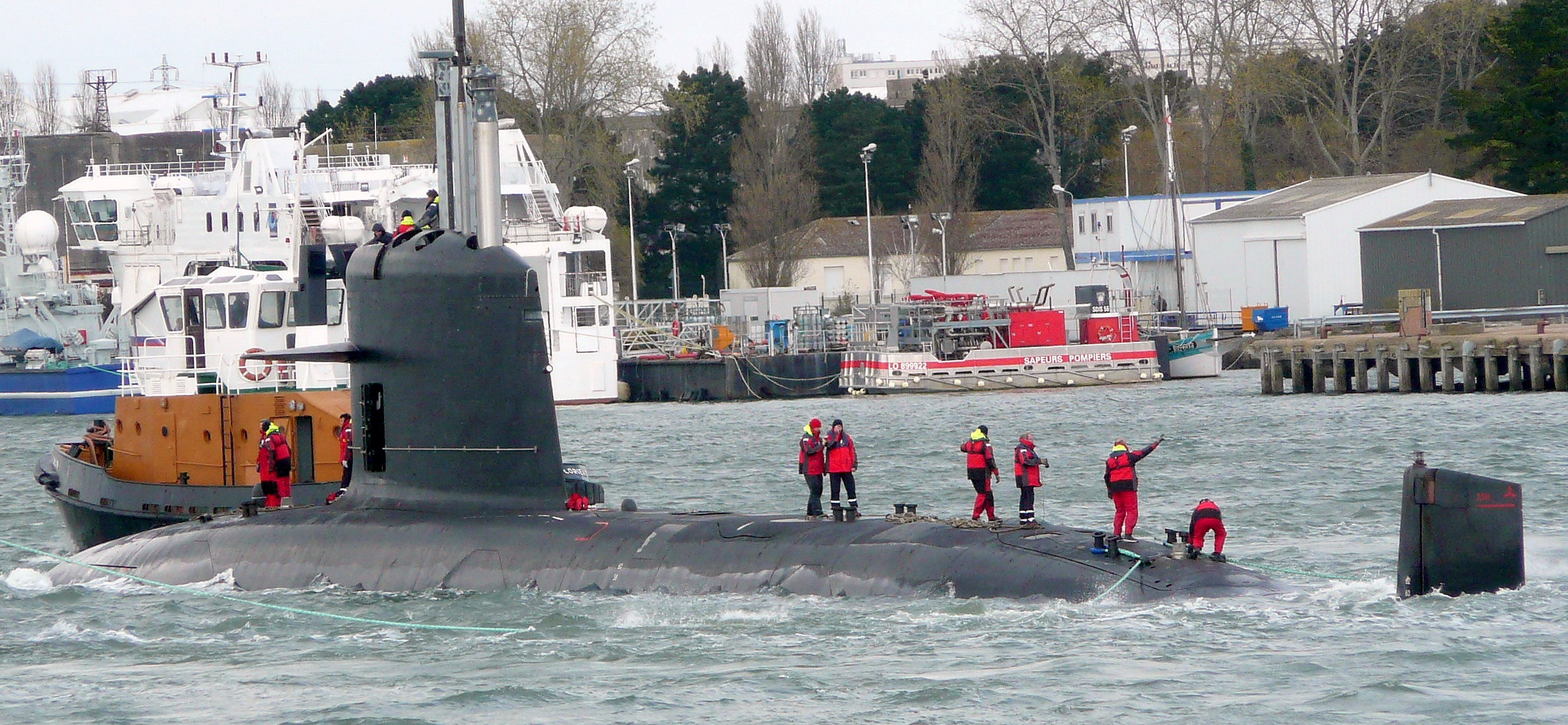
프랑스의 스코르펜급 잠수함

스코르펜급 잠수함은 프랑스 국영 조선소 DCN이 제작한 디젤 잠수함이다. KSS-II 사업에서 독일의 214급 잠수함과 경쟁했다.

## KSS-II
1조2700억원 규모의 KSS-II 사업은 그동안 독일 HDW(Howaldtswerke-Deutsche Werft)사의 214형과 프랑스 국영 DCN사의 스코르펜급 잠수함이 경합을 벌였다. 대우조선해양이 HDW사와 컨소시엄을 이루고, 현대중공업이 DCN사와 함께 입찰에 참여하여, 독일 HDW사의 214급이 결정되었으며, 제작을 하는 국내사로 현대중공업이 선정되었다.

## AIP
MESMA(Module d'Energie Sous-Marine Autonome) 시스템의 가격은 5천만에서 6천만 달러이다. 이 시스템이 설치된 스코르펜은 8.3 m , 305 톤이 증가된다. 21일 이상의 수중작전이 가능하다.

## 가격
2003년에 스페인 정부는 4대의 AIP 스코르펜을 17.56억 유로에 주문했다.
2005년에 인도 정부는 6대의 스코르펜을 30억 달러에 주문했다. 기술이전이 포함되며, 2007년 5월 23일 건조가 시작되었다.

## 브라질
브라질이 우라늄 농축시설에 대한 IAEA의 사찰을 2004년 2월과 3월 2차례나 거부한 사실이 지난주 알려지면서 의혹이 불러일으켰다.
2004년 9월 22일 리우데자네이루 서부 레센데 지역의 우라늄 농축시설에 대한 국제원자력기구(IAEA)의 핵사찰을 수용하기로 합의했다고 브라질 과학기술부가 밝혔다.
2005년 8월 9일 브라질 일간 폴랴 데 상파울루지의 보도에서, 세르지오 레젠데 브라질 과학기술부 장관은 "농축우라늄은 핵무기 제조를 위한 것이 아니라 원자력 잠수함을 만들기 위한 것이었다”고 말했다.
2006년 5월 8일 브라질이 우라늄농축을 시작했다. 브라질 과학자들은 리센드의 원심분리기 기능이 미국이나 프랑스에 비해 25배 뛰어나다고 말했다.
2007년 7월 11일, 루이스 이나시우 룰라 다 실바 대통령은 상파울루의 해군 기술센터를 방문한 자리에서 기자들에 핵잠수함과 3번째 원자로의 완공을 위해 자금을 투입할 방침이라고 밝혔다. 브라질은 1979년 핵잠 건조계획을 처음 세웠으나 예산이 모자라 근 30년 동안 추진을 하지 못했었다. 룰라 대통령은 핵잠 건조계획을 재추진하겠다면서 8년간 10억4000만헤알(약 5000억원)을 투입하겠다는 계획을 발표했다.
2008년 2월 3일 폴랴 데 상파울루 등 현지 언론은 브라질이 프랑스에 이어 러시아와도 핵잠수함 건조 기술 이전을 포함한 국방분야 협력 확대를 모색하고 있다고 보도했다.
2008년 2월 24일, 아르헨티나 일간 클라린은 브라질과 아르헨티나는 원자력 잠수함을 공동 건조하기로 합의했다고 보도했다.
2008년 12월 22일, 프랑스 사르코지 대통령과 브라질 룰라 대통령은 2020년 원자력 추진 잠수함을 브라질에서 진수하기로 합의했다. 이번 86억 유로(120억 달러) 규모의 협정으로 브라질은 프랑스 기술 이전을 통해 군용 헬기 EC 275 쿠거 50대와 스코르펜급 디젤 잠수함 4척을 건조하며, 4척 가운데 1척은 핵잠수함이 될 예정인 것으로 알려졌다. 스코르펜급 잠수함은 퇴역하는 독일제 209급 잠수함 5척의 후속으로 도입하는 것이다. 브라질은 12대의 라팔C 전투기를 수입할 예정이며 이후 기술이전을 통해 유사한 전투기를 자체 제조한다는 방침이다.
프랑스의 스코르펜급 디젤 잠수함은 KSS-II 사업에서 현대중공업이 제시한 모델이다. EC 275 쿠거는 현재 한국형 헬기 사업의 기본 모델이다.
브라질은 IAEA 핵사찰을 받는 NPT 회원국이며 비핵보유국이다. 1987년에 NPT에 가입했다. GDP 총액이 1조 달러로 한국과 경제력이 비슷하다. 프랑스 사르코지 대통령은 브라질이 UN 안보리 상임이사국이 되는데 동의했다. 브라질의 안보리 상임이사국 진출에 대해 러시아는 소극적 지지, 중국은 신중, 영국 및 프랑스는 환영의 뜻을 나타내고 있는 것으로 알려졌다. 반면에, 브라질과 경제력이 비슷한 한국은 어떤 UN 안보리 상임이사국으로부터도 UN 안보리 상임이사국 지지를 받은 적이 없다.

## 운용국가
- 칠레
- 인도
- 말레이시아
- 브라질

## 같이 보기
- 214급 잠수함
- 바라쿠다급 잠수함 브라질은 바라쿠다 1척과 스코르펜 4척을 동시주문했다.